# Penguin Wars
Penguin Wars (ぺんぎんくんWARS Pengin-kun WARS?) är ett arkadspel från 1985 av UPL. Spelet överfördes till Game Boy (1990), MSX och NES av ASCII med titeln Penguin Wars. Game Boy-versionen hette King of the Zoo i Europa och Penguin-Kun Wars Vs. i Japan.

## Handling och upplägg
Spelfigurerna är olika djur som finns på en djurpark, och spelet går ut på att rulla 10 bollar över planen till motståndarens sida, och motståndaren skall göra samma sak. Den som blir träffad paralyseras för en stund, vilket ger motspelaren visst försprång.

### Fotnoter
1. ↑  ”Mission Impossible” (på svenska). Nintendomagasinet (Kungsbacka: Atlantic) (11-12 1991):  sid. 19 (Power Player). november-december 1991. Läst 15 april 2014.